# Ѣ
Jat', ять (Ҍ,ѣ) var den 32:a bokstaven i den ryska varianten av det kyrilliska alfabetet fram till 1918, då den ersattes av bokstaven je, е, som har samma ljudvärde. Före reformen var man tvungen att lära sig vilka ord som stavades med е och vilka som stavades med ѣ. Flyktigt je skrevs i stort sett med е, och i ord med två je-ljud skrevs det betonade oftast med ѣ.

## Teckenkoder i datorsammanhang
| Teckenkoder    | Versal: Ҍ                   | Gemen: ѣ                  |
| -------------- | --------------------------- | ------------------------- |
| Namn (Unicode) | CYRILLIC CAPITAL LETTER YAT | CYRILLIC SMALL LETTER YAT |
| HTML           | &#1122;                     | &#1123;                   |